# Ida Engvoll
Ida Emelin Engvoll, född 6 oktober 1985 i Skogs församling, Söderhamns kommun, är en svensk skådespelare.

## Biografi
Engvoll är uppvuxen i Stråtjära i Hälsingland och har efter teater- och musikinriktade utbildningar vid Torsbergsgymnasiet i Bollnäs, Wendelsbergs folkhögskola och Birkagårdens klassiska musiklinje gått Teaterhögskolan i Stockholm åren 2007–2010. Hon var då också medredaktör för den teaterteoretiska antologin Att gestalta kön. Berättelser om scenkonst, makt och medvetna val utifrån ett landsomfattande teaterforskningsprojekt på teaterhögskolorna 2009. Hon har spelat flera uppmärksammade roller på Stockholms stadsteater sedan 2010 och har även varit verksam vid Dramaten samt spelat i flera filmer och TV-serier. Under 2015–2016 spelade hon in titelrollen i TV4:s filmatiseringar av Åsa Larssons bokserie om advokaten Rebecka Martinsson.

## Utmärkelser
- 2010 mottog hon Söderhamns kommuns kulturstipendium.[14]
- 2011 erhöll hon Rotary Stockholm Humlegårdens kulturstipendium för sina teatertolkningar.[15]
- 2013 mottog hon Marianne och Sigvard Bernadottes Art Award stipendium.

## Filmografi
- 2010 – Beck – Levande begravd
- 2011 – Gustafsson 3 tr (TV-serie)
- 2011 – Anno 1790 (TV-serie)
- 2012 – Arne Dahl: Europa Blues
- 2013 – Mig äger ingen
- 2013 – Bäst före
- 2013 – Den fördömde (TV-serie)
- 2013 – Fjällbackamorden (TV-serie): Ljusets drottning
- 2013 – Mördaren ljuger inte ensam
- 2014 – Medicinen
- 2014 – Den fjärde mannen (TV-serie)
- 2015 – Vitt skräp
- 2015 – I nöd eller lust
- 2015 – Bron (TV-serie)
- 2015 – The Team (TV-serie)
- 2015 – Kommissarien och havet (TV-serie): Vilda nätter
- 2015 – En man som heter Ove
- 2016 – Upp i det blå
- 2017–2018 – Bonusfamiljen (TV-serie)
- 2017 – Rebecka Martinsson (TV-serie)
- 2017–2019 – Vår tid är nu (TV-serie)
- 2018 – Andra åket (TV-serie)
- 2020–2022 – Kärlek och anarki (TV-serie)
- 2021 – Vitt skräp
- 2022 – Tisdagsklubben
- 2022 – Riket (TV-serie)
- 2023 – Paradiset brinner
- 2024 – En del av dig
- 2025 – Blindspår (TV-serie)

## Teater

### Roller
| År   | Roll              | Produktion                                                  | Regi                 | Teater                      |
| ---- | ----------------- | ----------------------------------------------------------- | -------------------- | --------------------------- |
| 2009 |                   | Swedish History X August Strindberg                         | Pontus Stenshäll     | Teaterhögskolan i Stockholm |
| 2010 | Hilde Wangel      | Byggmästare Solness Henrik Ibsen                            | Ole Anders Tandberg  | Stockholms stadsteater      |
| 2010 | Beata Rosmer      | Rosmersholm Henrik Ibsen                                    | Ole Anders Tandberg  | Stockholms stadsteater      |
| 2010 | Råttjungfrun      | Lille Eyolf Henrik Ibsen                                    | Ole Anders Tandberg  | Stockholms stadsteater      |
| 2011 | Harper Amaty Pitt | Angels in America Tony Kushner                              | Eva Dahlman          | Stockholms stadsteater      |
| 2011 | Zara              | Utrensning Sofi Oksanen                                     | Åsa Melldahl         | Stockholms stadsteater      |
| 2012 | Wendy Darling     | Peter Pan och Wendy J.M. Barrie i ny version av Anders Duus | Pia Johansson        | Stockholms stadsteater      |
| 2013 | Dunjasja          | Körsbärsträdgården Anton Tjechov                            | Eirik Stubø          | Stockholms stadsteater      |
| 2016 | Emelin (Sasja)    | Ivanov Anton Tjechov                                        | Alexander Mørk-Eidem | Dramaten                    |